# Natibpur
Natibpur è una suddivisione dell'India, classificata come census town, di 5.707 abitanti, situata nel distretto di Howrah, nello stato federato del Bengala Occidentale. In base al numero di abitanti la città rientra nella classe V (da 5.000 a 9.999 persone).

## Geografia fisica
La città è situata a 22° 36' 06 N e 88° 11' 03 E.

## Società

### Evoluzione demografica
Al censimento del 2001 la popolazione di Natibpur assommava a 5.707 persone, delle quali 2.979 maschi e 2.728 femmine. I bambini di età inferiore o uguale ai sei anni assommavano a 962, dei quali 494 maschi e 468 femmine. Infine, coloro che erano in grado di saper almeno leggere e scrivere erano 3.286, dei quali 1.818 maschi e 1.468 femmine.